# Passiflora tatei
Passiflora tatei là một loài thực vật có hoa trong họ Lạc tiên. Loài này được Killip & Rusby mô tả khoa học đầu tiên năm 1934.